# Хелью Ребане
Хелью Ребане (ест. Helju Rebane, рос. Хелью Яновна Ребане, нар. 18 липня 1948, Таллінн) — естонська, пізніше також російська письменниця-фантастка та поетеса.

## Біографія
Хелью Ребане народилась у Таллінні в сім'ї естонця, викладача філософії Тартуського університету Яна Ребане та вчительки російської мови та літератури в естономовній школі Людмили Ребане. Уже в 12 років Хелью Ребане опублікувала свої перші вірші естонською мовою в шкільному альманаху. Навчалась майбутня письменниця на відділі теоретичної математики Тартуського університету. Після закінчення університету в 1971 році два роки викладала в ньому логіку, а з 1973 до 1976 року навчалась у аспірантурі МДУ. Одночасно Хелью Ребане працювала з 1974 до 1980 року в Інституті управління АН СРСР, а з 1981 до 1983 року працювала старшим інженером у обчислювальному центрі Міністерства охорони здоров'я. З 1985 року Ребане займається виключно літературною і журналістською діяльністю. Проживає естонська письменниця в Москві.

## Літературна творчість
Літературну творчість Хелью Ребане розпочала ще в школі, у 12 років опублікувавши свої перші вірші в шкільному альманаху. У 1980 році вона опублікувала своє перше оповідання «Порожні цінники» (ест. Tühjad hinnasedelid) в естонському журналі «Noorus», пізніше її твори почали регулярно публікувати й інші естонські журнали, а пізніше й московські журнали («Вокруг света», «Юность»). У 1985 році вийшла друком її перша збірка оповідань естонською мовою, а в 1988 році збірка оповідань російською мовою. Тривалий час письменниця друкувалась переважно в періодичних виданнях та мережі Інтернет.
Для творчості Хелью Ребане характерними є твори у жанрі іронічної фантастики, де гумористичний жанр переплітається з тонкою іронією, а фантастичний сюжет передається у формі притчі. Більшість сюжетів її творів оригінальні, викладення стисле, а закінчення більшості її творів несподіване та навіть неймовірне. Найбільш відомим її твором є повість «Місто на Альтрусі», сюжет якого хоч і є фантастичним, проте на думку літературних критиків, його можна віднести до жанру соціальної притчі, та навіть фантасмагорії або абсурду, які характерні для радянської літератури часів перебудови. Нехарактерним для радянської фантастики (а повість розпочала публікуватись у 1986 році) є проєкція внутрішнього стану людини на оточуючий світ та суспільство, як це відображено в даній повісті. Цей характер опису творів досі є рідкісним у фантастиці країн колишнього СРСР, особливо в російськомовній фантастиці, більш характерним залишається викладення у фантастичних творах проєкції оточуючого світу та суспільства на людину. Хелью Ребане також опублікувала кілька збірок віршованих творів, а також низку гумористичних творів, більша частина яких є доступними в мережі Інтернет.

## Переклади
Твори Хелью Ребане перекладені, окрім російської, нідерландською та німецькою мовами.

### Збірки та окремі видання
- Väike kohvik. — Tallinn: Eesti Raamat, 1985.
- Выигрывают все. Рассказы. — Москва: «Молодая гвардия», 1988.
- Аристарх и ручная бабочка. Рассказы. — Москва: Озарение, 2007.
- Город на Альтрусе. — Москва: Золотой Источник, 2011.
- Город на Альтрусе. — Воронеж: Издательство Терехова, 2011.
- Сон у моря. Стихи.— Москва: Издательство журнала «Юность» 2001.
- Кот в лабиринте. Рассказы.— Москва, «Издательские решения» (Ридеро) 2016